# Palpita cupripennalis
Palpita cupripennalis là một loài bướm đêm trong họ Crambidae.